# 山度士-杜蒙陨石坑
山度士-杜蒙陨石坑（Santos-Dumont）是月球正面亚平宁山脉北端一座小撞击坑，以巴西航空工程师阿尔贝托·桑托斯·杜蒙特（1873年－1932年）之名命名，1976年被国际天文学联合会正式批准接受。

## 描述
该陨坑西北毗邻奥托里库斯陨石坑、南面为小撞击坑乔伊，腐沼坐落在它的西面、西北则为菲涅耳月溪（Rimae Fresnel）；北面是菲涅耳岬（Promontorium Fresnel）、西北偏北是高加索山脉、东面是澄海、南面是亚平宁山脉，西南偏南是哈德利山。陨坑中心月面坐标为27°47′N 4°45′E / 27.79°N 4.75°E，直径8.8公里，深度2000米。
山度士-杜蒙陨坑外形圆状，坑壁范围清晰，内壁坡平滑，反照率较高。坑壁平均高出周边地形300米，内容容积约20公里³。该陨坑的形态特征隶属ALC 型（该类陨坑的典型代表卫星坑阿尔巴塔尼 C所命名）。
在197年该陨坑被正式命名前，它曾被称为哈德利 B。